# Yūka Momiki
Yūka Nicole Momiki (籾木 結花?, Momiki Yūka; New York, 9 aprile 1996) è una calciatrice giapponese, attaccante dell'Everton e della nazionale giapponese.

## Carriera
Momiki nasce a New York, Stati Uniti d'America, da genitori giapponesi, trasferendosi a Tokyo assieme alla famiglia tuttavia già nei primi anni dell'infanzia. Si avvicina al calcio durante la frequentazione delle scuole elementari, iniziando a giocare per il Buddy Football Club, nel quartiere Setagaya, dalla seconda elementare.

### Club
Dal 2009 si trasferisce al NTV Menina, squadra giovanile e Academy dell'allora Nippon TV Beleza, dove sotto la guida dell'allenatrice Mayumi Teratani si mette in luce tanto da richiamare l'interesse da parte della Federcalcio giapponese.
Nel 2012 pur rimanendo in organico al menina, inizia a frequentare il Suginami High school di Tokyo dove ritrova come compagno di classe Akira Silvano Disaro, già compagno di squadra al Buddy FC. Inoltre, dopo aver fatto una breve apparizione l'anno prima in Nadeshiko League Division 1, da quello stesso anno viene aggregata alla prima squadra del NTV Beleza, iniziando a marcare presenze anche in coppa dell'Imperatrice e nella coppa di lega.

## Statistiche

### Cronologia presenze e reti in nazionale
| Cronologia completa delle presenze e delle reti in nazionale ― Giappone | Cronologia completa delle presenze e delle reti in nazionale ― Giappone | Cronologia completa delle presenze e delle reti in nazionale ― Giappone | Cronologia completa delle presenze e delle reti in nazionale ― Giappone | Cronologia completa delle presenze e delle reti in nazionale ― Giappone | Cronologia completa delle presenze e delle reti in nazionale ― Giappone | Cronologia completa delle presenze e delle reti in nazionale ― Giappone | Cronologia completa delle presenze e delle reti in nazionale ― Giappone |
| Data                                                                    | Città                                                                   | In casa                                                                 | Risultato                                                               | Ospiti                                                                  | Competizione                                                            | Reti                                                                    | Note                                                                    |
| ----------------------------------------------------------------------- | ----------------------------------------------------------------------- | ----------------------------------------------------------------------- | ----------------------------------------------------------------------- | ----------------------------------------------------------------------- | ----------------------------------------------------------------------- | ----------------------------------------------------------------------- | ----------------------------------------------------------------------- |
| 01-03-2017                                                              | Algarve                                                                 | Giappone                                                                | 1 – 2                                                                   | Spagna                                                                  | Algarve Cup 2017                                                        | -                                                                       |                                                                         |
| 03-03-2017                                                              | Algarve                                                                 | Giappone                                                                | 2 – 0                                                                   | Islanda                                                                 | Algarve Cup 2017                                                        | -                                                                       |                                                                         |
| 06-03-2017                                                              | Algarve                                                                 | Giappone                                                                | 2 – 0                                                                   | Norvegia                                                                | Algarve Cup 2017                                                        | -                                                                       |                                                                         |
| 08-03-2017                                                              | Algarve                                                                 | Giappone                                                                | 2 – 3                                                                   | Paesi Bassi                                                             | Algarve Cup 2017                                                        | -                                                                       |                                                                         |
| 09-04-2017                                                              | Kumamoto                                                                | Giappone                                                                | 3 – 0                                                                   | Costa Rica                                                              | Amichevole                                                              | 1                                                                       |                                                                         |
| 09-06-2017                                                              | Breda                                                                   | Paesi Bassi                                                             | 0 – 1                                                                   | Giappone                                                                | Amichevole                                                              | -                                                                       |                                                                         |
| 13-06-2017                                                              | Lovanio                                                                 | Belgio                                                                  | 1 – 1                                                                   | Giappone                                                                | Amichevole                                                              | -                                                                       |                                                                         |
| 27-07-2017                                                              | Seattle                                                                 | Giappone                                                                | 1 – 1                                                                   | Brasile                                                                 | Tournament of Nations 2017                                              | 1                                                                       |                                                                         |
| 30-07-2017                                                              | San Diego                                                               | Giappone                                                                | 2 – 4                                                                   | Australia                                                               | Tournament of Nations 2017                                              | 1                                                                       |                                                                         |
| 03-08-2017                                                              | Carson                                                                  | Stati Uniti                                                             | 3 – 0                                                                   | Giappone                                                                | Tournament of Nations 2017                                              | -                                                                       |                                                                         |
| 22-10-2017                                                              | Nagano                                                                  | Giappone                                                                | 2 – 0                                                                   | Svizzera                                                                | Amichevole                                                              | -                                                                       |                                                                         |
| 08-12-2017                                                              | Chiba                                                                   | Giappone                                                                | 3 – 2                                                                   | Corea del Sud                                                           | Coppa dell'Asia orientale                                               | -                                                                       |                                                                         |
| 11-12-2017                                                              | Chiba                                                                   | Giappone                                                                | 1 – 0                                                                   | Cina                                                                    | Coppa dell'Asia orientale                                               | -                                                                       |                                                                         |
| 15-12-2017                                                              | Chiba                                                                   | Giappone                                                                | 0 – 2                                                                   | Corea del Nord                                                          | Coppa dell'Asia orientale                                               | -                                                                       |                                                                         |
| 29-07-2018                                                              | East Hartford                                                           | Giappone                                                                | 1 – 2                                                                   | Brasile                                                                 | Tournament of Nations 2018                                              | -                                                                       |                                                                         |
| 16-08-2018                                                              | Palembang                                                               | Giappone                                                                | 2 – 0                                                                   | Thailandia                                                              | Giochi asiatici                                                         | 1                                                                       |                                                                         |
| 21-08-2018                                                              | Palembang                                                               | Giappone                                                                | 7 – 0                                                                   | Vietnam                                                                 | Giochi asiatici                                                         | 1                                                                       |                                                                         |
| 25-08-2018                                                              | Palembang                                                               | Giappone                                                                | 2 – 1                                                                   | Corea del Nord                                                          | Giochi asiatici                                                         | -                                                                       |                                                                         |
| 28-08-2018                                                              | Palembang                                                               | Giappone                                                                | 2 – 1                                                                   | Corea del Sud                                                           | Giochi asiatici                                                         | -                                                                       |                                                                         |
| 31-08-2018                                                              | Palembang                                                               | Giappone                                                                | 1 – 0                                                                   | Cina                                                                    | Giochi asiatici                                                         | -                                                                       |                                                                         |
| 11-11-2018                                                              | Tottori                                                                 | Giappone                                                                | 4 – 1                                                                   | Norvegia                                                                | Amichevole                                                              | 1                                                                       | 56’                                                                     |
| 27-02-2019                                                              | Chester                                                                 | Stati Uniti                                                             | 2 – 2                                                                   | Giappone                                                                | SheBelieves Cup 2019                                                    | 1                                                                       | 80’                                                                     |
| 02-03-2019                                                              | Nashville                                                               | Brasile                                                                 | 1 – 3                                                                   | Giappone                                                                | SheBelieves Cup 2019                                                    | 1                                                                       |                                                                         |
| 05-03-2019                                                              | Tampa                                                                   | Giappone                                                                | 0 – 3                                                                   | Inghilterra                                                             | SheBelieves Cup 2019                                                    | -                                                                       | 46’                                                                     |
| 02-06-2019                                                              | Le Touquet-Paris-Plage                                                  | Spagna                                                                  | 1 – 1                                                                   | Giappone                                                                | Amichevole                                                              | -                                                                       | 77’                                                                     |
| 25-06-2019                                                              | Rennes                                                                  | Paesi Bassi                                                             | 2 – 1                                                                   | Giappone                                                                | Mondiali 2019 - Ottavi di finale                                        | -                                                                       | 72’                                                                     |
| 06-10-2019                                                              | Shizuoka                                                                | Giappone                                                                | 4 – 0                                                                   | Canada                                                                  | Amichevole                                                              | 1                                                                       | 42’                                                                     |
| 10-11-2019                                                              | Kitakyūshū                                                              | Giappone                                                                | 2 – 0                                                                   | Sudafrica                                                               | Amichevole                                                              | -                                                                       | 46’                                                                     |
| 14-12-2019                                                              | Pusan                                                                   | Cina                                                                    | 0 – 3                                                                   | Giappone                                                                | Coppa dell'Asia orientale                                               | -                                                                       |                                                                         |
| 17-12-2019                                                              | Pusan                                                                   | Corea del Sud                                                           | 0 – 1                                                                   | Giappone                                                                | Coppa dell'Asia orientale                                               | 1                                                                       | 89’                                                                     |
| 05-03-2020                                                              | Orlando                                                                 | Spagna                                                                  | 3 – 1                                                                   | Giappone                                                                | SheBelieves Cup 2020                                                    | -                                                                       | 57’                                                                     |
| 08-03-2020                                                              | Harrison                                                                | Giappone                                                                | 0 – 1                                                                   | Inghilterra                                                             | SheBelieves Cup 2020                                                    | -                                                                       |                                                                         |
| 05-03-2020                                                              | Frisco                                                                  | Stati Uniti                                                             | 3 – 1                                                                   | Giappone                                                                | SheBelieves Cup 2020                                                    | -                                                                       | 84’                                                                     |
| Totale                                                                  |                                                                         | Presenze                                                                | 33                                                                      |                                                                         | Reti                                                                    | 10                                                                      |                                                                         |

## Palmarès

### Club
- Campionato giapponese: 5

Nippon TV Beleza: 2015, 2016, 2017, 2018, 2019
- Coppa dell'Imperatrice: 2

Nippon TV Beleza: 2014, 2017
- Nadeshiko League Cup: 2

Nippon TV Beleza: 2016, 2018

### Nazionale
- Giochi asiatici: 1

2018
- SheBelieves Cup: 1

2025